# Le Transloy
Le Transloy település Franciaországban, Pas-de-Calais megyében. Lakosainak száma 425 fő (2022. január 1.). Le Transloy Villers-au-Flos, Beaulencourt, Morval, Rocquigny, Lesbœufs és Sailly-Saillisel községekkel határos.

## Népesség
A település népességének változása:
| Lakosok száma | 406  | 391  | 405  | 411  | 421  | 433  | 430  | 429  | 425  |
|               | 2013 | 2015 | 2016 | 2017 | 2018 | 2019 | 2020 | 2021 | 2022 |